# Disciples
Disciples (Eigenschreibweise DISCIPLΞS) ist ein britisches Produzenten-Trio aus South London. Sie stehen bei den Labels Parlophone und FFRR Records unter Vertrag. Besondere Bekanntheit erlangte das Produzenten-Trio durch die Zusammenarbeit mit Calvin Harris und Ina Wroldsen beim Lied How Deep Is Your Love, welches zahlreiche hohe Chartpositionen und Auszeichnungen erhielt.

## Geschichte
Nathan Vincent Duvall und Gavin Koolmon lernten sich am Reigate College in Surrey kennen. Dort entdeckten sie ihr gemeinsames Interesse für Hip-Hop, R&B und House. Zwei Jahre später haben sie Luke McDermott kennengelernt und begannen zusammen an verschiedenen Projekten zu arbeiten.
Das Trio veröffentlichte im Jahr 2013 ihre erste EP mit dem Titel Remedy beim Independent-Label New State Music. Weitere Veröffentlichungen folgten ab 2014, nachdem ein Vertrag bei FFFR Records von Pete Tong unterschrieben wurde.
Bei den Vertragsverhandlungen erhielt das Trio einen Beat. Daraufhin schlug der Verleger vor, Calvin Harris als Co-Produzenten zu engagieren, welcher zustimmte. Das Lied How Deep Is Your Love – welches Vocals von der norwegischen Sängerin Ina Wroldsen enthält – ist die bislang erfolgreichste Veröffentlichung des Produzenten-Teams. Dadurch erlangten sie weltweite Bekanntheit. Unter anderem wurde das Lied über 500 Millionen Mal auf YouTube angesehen, 350 Millionen Mal auf Spotify abgespielt und konnte sich in 74 Ländern in den Top Ten der Single-Charts platzieren. Es wurde zudem mit Platin in Deutschland ausgezeichnet (siehe auch der Abschnitt Diskografie).

## Diskografie

### EPs
- 2013: Remedy (New State Music)
- 2015: The Following (Parlophone & Warner)

### Singles
| Jahr | Titel Album                     | Höchstplatzierung, Gesamtwochen, AuszeichnungChartplatzierungen (Jahr, Titel, Album, Platzierungen, Wochen, Auszeichnungen, Anmerkungen) | Höchstplatzierung, Gesamtwochen, AuszeichnungChartplatzierungen (Jahr, Titel, Album, Platzierungen, Wochen, Auszeichnungen, Anmerkungen) | Höchstplatzierung, Gesamtwochen, AuszeichnungChartplatzierungen (Jahr, Titel, Album, Platzierungen, Wochen, Auszeichnungen, Anmerkungen) | Höchstplatzierung, Gesamtwochen, AuszeichnungChartplatzierungen (Jahr, Titel, Album, Platzierungen, Wochen, Auszeichnungen, Anmerkungen) | Höchstplatzierung, Gesamtwochen, AuszeichnungChartplatzierungen (Jahr, Titel, Album, Platzierungen, Wochen, Auszeichnungen, Anmerkungen) | Anmerkungen                                                                         |
| Jahr | Titel Album                     | DE | AT | CH | UK | US | Anmerkungen                                                                         |
| ---- | ------------------------------- | --- | --- | --- | --- | --- | ----------------------------------------------------------------------------------- |
| 2015 | They Don’t Know –               | — | — | — | UK24 Silber · (4 Wo.)UK | — | Erstveröffentlichung: 20. Februar 2015                                              |
| 2015 | How Deep Is Your Love 96 Months | DE4 ×3Dreifachgold · (39 Wo.)DE | AT5 Gold · (29 Wo.)AT | CH4 ×2Doppelplatin · (39 Wo.)CH | UK2 ×4Vierfachplatin · (45 Wo.)UK | US27 ×4Vierfachplatin · (20 Wo.)US | Erstveröffentlichung: 17. Juli 2015 mit Calvin Harris feat. Ina Wroldsen            |
| 2015 | Yellow Sugar                    | DE73 (2 Wo.)DE | — | CH70 (1 Wo.)CH | — | — | Erstveröffentlichung: 18. September 2015 Robin Schulz feat. Disciples; Promo-Single |
| 2017 | On My Mind –                    | — | — | CH96 (2 Wo.)CH | UK15 Platin · (22 Wo.)UK | — | Erstveröffentlichung: 17. Februar 2017                                              |

Weitere Singles
- 2014: Catwalk
- 2014: Poison Arrow
- 2015: Mastermind
- 2016: No Worries (mit David Guetta)
- 2016: Daylight (UK: Silber)
- 2017: Jealousy
- 2018: 48HRS
- 2018: Atheist
- 2019: No Ties
- 2019: All Mine (mit Eyelar)
- 2020: Only the Gods (mit Lee Foss & Anabel Englund) / Better on My Own (mit Anabel Englund)
- 2020: I Got You

## Auszeichnungen für Musikverkäufe
| Goldene Schallplatte - Belgien - 2017: für die Single On My Mind - Niederlande - 2017: für die Single On My Mind - Polen - 2021: für die Single On My Mind Platin-Schallplatte - Belgien - 2016: für die Single How Deep Is Your Love - Griechenland - 2024: für die Single How Deep Is Your Love - Kanada - 2015: für die Single How Deep Is Your Love - Portugal - 2022: für die Single How Deep Is Your Love - Schweden - 2017: für die Single How Deep Is Your Love 2× Platin-Schallplatte - Dänemark - 2020: für die Single How Deep Is Your Love - Spanien - 2016: für die Single How Deep Is Your Love 3× Platin-Schallplatte - Italien - 2016: für die Single How Deep Is Your Love - Mexiko - 2025: für die Single How Deep Is Your Love | 4× Platin-Schallplatte - Neuseeland - 2024: für die Single How Deep Is Your Love 8× Platin-Schallplatte - Australien - 2023: für die Single How Deep Is Your Love Diamantene Schallplatte - Mexiko - 2025: für die Single How Deep Is Your Love 2× Diamantene Schallplatte - Brasilien - 2021: für die Single How Deep Is Your Love 3× Diamantene Schallplatte - Polen - 2017: für die Single How Deep Is Your Love |

Anmerkung: Auszeichnungen in Ländern aus den Charttabellen bzw. Chartboxen sind in ebendiesen zu finden.
| Land/RegionAuszeichnungen für Musikverkäufe (Land/Region, Auszeichnungen, Verkäufe, Quellen) | Silber     | Gold     | Platin       | Diamant     | Verkäufe  | Quellen              |
| -------------------------------------------------------------------------------------------- | ---------- | -------- | ------------ | ----------- | --------- | -------------------- |
| Australien (ARIA)                                                                            | —          | —        | 8× Platin8   | —           | 560.000   | aria.com.au          |
| Belgien (BRMA)                                                                               | —          | Gold1    | Platin1      | —           | 50.000    | ultratop.be          |
| Brasilien (PMB)                                                                              | —          | —        | —            | 2× Diamant2 | 320.000   | pro-musicabr.org.br  |
| Dänemark (IFPI)                                                                              | —          | —        | 2× Platin2   | —           | 180.000   | ifpi.dk              |
| Deutschland (BVMI)                                                                           | —          | Gold1    | Platin1      | —           | 600.000   | musikindustrie.de    |
| Griechenland (IFPI)                                                                          | —          | —        | Platin1      | —           | 20.000    | Einzelnachweise      |
| Italien (FIMI)                                                                               | —          | —        | 3× Platin3   | —           | 150.000   | fimi.it              |
| Kanada (MC)                                                                                  | —          | —        | Platin1      | —           | 80.000    | musiccanada.com      |
| Mexiko (AMPROFON)                                                                            | —          | —        | 3× Platin3   | Diamant1    | 390.000   | amprofon.com.mx      |
| Neuseeland (RMNZ)                                                                            | —          | —        | 4× Platin4   | —           | 120.000   | radioscope.co.nz     |
| Niederlande (NVPI)                                                                           | —          | Gold1    | —            | —           | 20.000    | nvpi.nl              |
| Österreich (IFPI)                                                                            | —          | Gold1    | —            | —           | 15.000    | ifpi.at              |
| Polen (ZPAV)                                                                                 | —          | Gold1    | —            | 3× Diamant3 | 325.000   | olis.pl              |
| Portugal (AFP)                                                                               | —          | —        | Platin1      | —           | 10.000    | Einzelnachweise      |
| Schweden (IFPI)                                                                              | —          | —        | Platin1      | —           | 40.000    | sverigetopplistan.se |
| Schweiz (IFPI)                                                                               | —          | —        | 2× Platin2   | —           | 60.000    | hitparade.ch         |
| Spanien (Promusicae)                                                                         | —          | —        | 2× Platin2   | —           | 80.000    | elportaldemusica.es  |
| Vereinigte Staaten (RIAA)                                                                    | —          | —        | 4× Platin4   | —           | 4.000.000 | riaa.com             |
| Vereinigtes Königreich (BPI)                                                                 | 2× Silber2 | —        | 5× Platin5   | —           | 3.400.000 | bpi.co.uk            |
| Insgesamt                                                                                    | 2× Silber2 | 5× Gold5 | 39× Platin39 | 6× Diamant6 |           |                      |